# アバヴォルニス
アバヴォルニス（Abavornis　「高祖父の鳥」の意味）は白亜紀後期に現在のウズベキスタンに生息していた原始的な鳥類の属である。現在知られている唯一の種であるA. bonapartiの種小名はアルゼンチンの古生物学者ホセ・ボナパルテに献名されたものである。おそらくエナンティオルニス類に属していると考えられる。現在のところ化石は一つの破損した烏口骨(TsNIGRI 56/11915)しか知られていないが、これは典型的なエナンティオルニス類のものでありこのグループに属すると仮定される。この化石はウズベキスタンのキジルクム砂漠にあるビッセクティ累層（en）のコニアク期（8900万年前-8600万年前）の地層から発見されたものである。別に非常によく似た部分的な烏口骨(PO 4605) が発見されておりAbavornis sp.とされている。A. bonapartiの化石である可能性もあり、そうだとするとホロタイプでは破損しているいくつかの特徴が示されている。

## 参照
- Panteleyev, Andrey V. (1998). “New species of enantiornithines (Aves: Enantiornithes) from the Upper Cretaceous of Central Kyzylkum” (Russian). Russkii Ornitologicheskii Zhurnal 35 (Express):  3–15.